# Bank Oyens & Van Eeghen
Oyens & Van Eeghen was tot 7 februari 2022 het Nederlandse bijkantoor van Delen Private Bank.
De bank werd in 1797 als Joukes & Oyens opgericht. Na een aantal fusies en overnames, o.a. met het handelshuis Van Eeghen & Co ontstond in 1969 Oyens & Van Eeghen. In 1974 nam Slavenburg's bank Oyens & Van Eeghen over. De laatste bleef zelfstandig verdergaan, maar de naam werd gewijzigd in Slavenburg, Oyens & Van Eeghen en na de overname van Slavenbrug's bank door Credit Lyonnais CLN Oyens & Van Eeghen.
De bank werd in 2006 overgenomen door IMC Financial Markets. In 2010 werd bekend dat enkele ex-bankiers de leiding hadden overgenomen bij de bank en bezig waren het te ontwikkelen tot een bank die vermogensbeheer en corporate finance diensten aan ging bieden. Wiet Pot, Peter Jan Kalff en Wilco Jiskoot, Ad Scheepbouwer en Sake Wijma hebben plaatsgenomen in de raad van commissarissen. In juni 2013 meldde de bank een verlies en zag zich genoodzaakt afscheid te nemen van zes bankiers, onder wie twee directieleden.
Begin 2014 waren er fusiegesprekken met Wealth Management Partner (WMP). De fusiegesprekken liepen op niets uit en beide bedrijven bleven zelfstandig verdergaan. In hetzelfde jaar leverde Oyens & Van Eeghen haar bankvergunning in en ging verder als beleggingsonderneming.
In 2015 nam het Belgische Delen Private Bank Oyens & Van Eeghen over. In 2018 werd Oyens & Van Eeghen een bijkantoor van Delen Private Bank en kreeg daarmee haar bankvergunning terug. Begin 2022 veranderde Oyens & Van Eeghen haar naam naar Delen Private Bank.
De bank heeft kantoren in Amsterdam, Den Bosch en Heerenveen. In totaal werken er zo’n 30 medewerkers. Ze legt zich toe op vermogensbeheer voor particuliere klanten. Naast beleggingsdienstverlening ondersteunt de bank klanten met financiële planning, estate planning en effectenkredietverlening.  